# Cappella della Sacra Famiglia (Livorno)

Foto storica della cappella, ancora priva del campanile e del bassorilievo

La Cappella della Sacra Famiglia è un piccolo luogo di culto cattolico sito a Quercianella, frazione del comune di Livorno, nei pressi della stazione ferroviaria che serve l'abitato. Nel centro del paese sorge anche un'altra chiesa, intitolata a Sant'Anna.

## Storia
Come ricorda una lapide posta all'interno, la costruzione della chiesa è legata a quella dell'Ospizio marino di Quercianella, realizzato intorno al 1884 per volontà dei frati minori riformati.
Tra il 1888 ed il 1889 la struttura fu completata con una cappella dedicata alla Sacra Famiglia, progettata da Dario Giacomelli, già autore a Livorno della chiesa degli Olandesi.

## Descrizione
La cappella si inserisce in un lotto di terreno a sud della frazione di Quercianella, lungo la via Aurelia.
In stile neogotico, la facciata presenta un portale sormontato da una cuspide al cui interno si apre un arco ogivale con un bassorilievo (messo in opera successivamente). La cuspide termina nella parte inferiore di un piccolo rosone, riccamente decorato, mentre una serie di archetti pensili concludono la sommità della facciata.
L'interno, ad una sola navata, è a croce latina ed è coperto da agili volte a crociera che poggiano su pilastri simili a quelli che scandiscono la navata della suddetta chiesa degli Olandesi (risalente al 1862-1864). Lo spazio è illuminato da finestre a sesto acuto e bifore.
Lo storico Pietro Vigo, all'inizio del Novecento, vi attesta la presenza di un dipinto della Vergine, attribuito alla scuola fiorentina del Quattrocento.
All'esterno, sul fianco meridionale della costruzione, si innalza un piccolo campanile, realizzato solo nel corso del Novecento.